# Kelly Carlson
Kelly Lee Carlson conhecida como Kelly Carlson (Minneapolis, 17 de Fevereiro de 1976) é uma atriz norte-americana, mais conhecida por interpretar Kimber Henry no seriado Nip/Tuck.